# Émile Perrin (graveur)
Pour les articles homonymes, voir Émile Perrin et Perrin.
Émile Joseph Perrin, né au Mans le 19 mai 1883, est un artiste peintre, graveur, architecte et décorateur français, actif durant le premier quart du XXe siècle et mort à Tananarive le 8 janvier 1943.

## Biographie

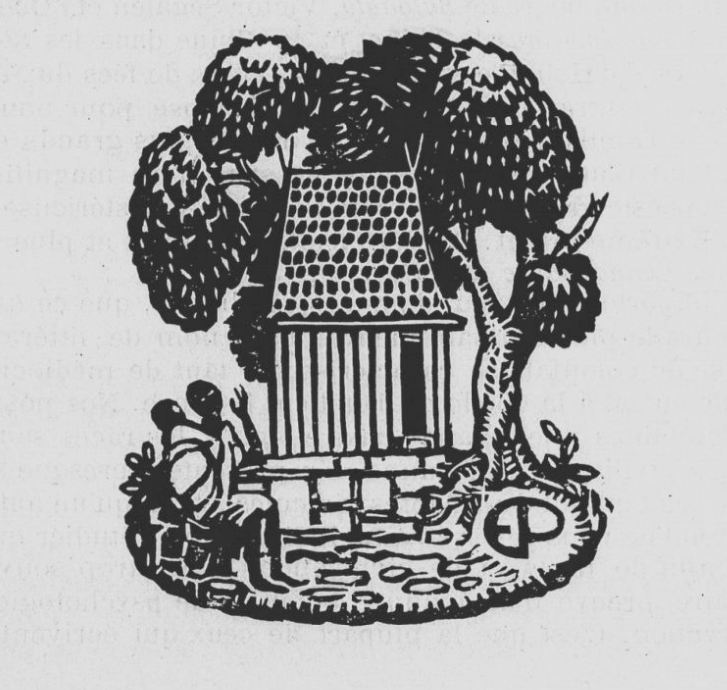
Gravure sur bois publiée dans Latitude-sud 18°, 1924, III.

Né au Mans, il semble avoir suivi les cours du peintre Albert Maignan vers 1906-1908. Perrin s'y est lié à Maurice Loutreuil, futur peintre.
Il collabore en 1919 à la revue parisienne L'Encrier, organe du collectif d'artistes monté par Roger Dévigne : un croquis d'Émile Verhaeren dans le premier numéro (du 15 mai 1919), des culs-de-lampe dans les numéro 2, 4-5, 6, des dessins et coloriages dans le numéro 8 (janvier 1920).
Fin 1919, il est le secrétaire d'une association, animée par Le Radical, qui réclame aux maires d'élever des monuments aux morts originaux et non fabriqués en série.
En 1920, il participe aux dîners mensuels les deuxième samedis du mois à La Chandelle, 6 quai de Gesvres (Paris), avec André Deslignères, Berthold Mahn, Pinta, Corneau, Gaston Sauvebois, Plumont, Houdoin, Mesmin, Foucault, Jeanne Jacquemin, Pierret, Beaudin et Victor Dutertre. Fin novembre, il retrouve Loutreuil à qui il loue une partie de sa maison rue du Pré-Saint-Gervais. Perrin, Loutreuil et Deslignères lancent ensuite le projet d'un « Salon de l'œuvre anonyme » ; Devambez accepte de leur prêter cinq salles et l'événement est inauguré le 12 janvier, présidé par Charles Vildrac.
Courant 1921, Perrin part s'installer à Madagascar. En août 1923, Perrin organise la venue d'œuvres d'art modernes à la première foire commerciale de Tananarive qui se tient jusqu'au 15 octobre, mais il a surtout pour fonction d'y être artiste décorateur et conducteur des travaux publics, et membre permanent du comité d'organisation. En novembre, des dessins de lui sont reproduits dans Latitude-sud 18°, cahier de littérature et d'art des pays de langue française de l'Océan indien, revue dirigée par Pierre Camo. En décembre, il fait partie du comité de rédaction de cette revue éditée à Tananarive. En 1924, il divorce à Madagascar avant de se remarier avec la même femme trois ans plus tard à Paris. Il demeure à cette époque au 62, rue Rébeval.
Le 21 janvier 1925, il est à Paris, au chevet de son ami Loutreuil et exécute son masque mortuaire.

## Illustrations
- Jean-Joseph Rabearivelo, Traduit de la nuit : poèmes transcrits du hova par l'auteur, avec deux hors-textes d'Émile Perrin, Tunis, Éditions de Mirage, collection « Les cahiers de Barbarie » publiés par les soins d'Armand Guibert, no 6, 1935.